# Ministério da Segurança Social e Trabalho
O Ministério da Segurança Social e Trabalho foi a designação de um departamento do XV Governo Constitucional de Portugal. O único titular do cargo de ministro da Segurança Social e Trabalho foi António Bagão Félix naquele governo, de 2002 a 2004.